# Oxisol

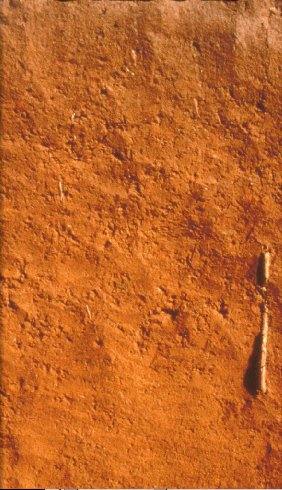
Oxisol

Een Oxisol is een van de 12 bodemtypes (orders) op het hoogste niveau in de Amerikaanse bodemclassficatie (USDA Soil Taxonomy). Ze worden gekenmerkt door hun rode kleur en komen het meest voor in tropische gebieden. Verwering en humusvorming zijn twee van de belangrijkste processen in een Oxisol. Ze hebben op alle dieptes niet meer dan 10% verweerbare mineralen en een lage kationenomwisselingscapaciteit. De rode en gele kleuren komen van een hoge accumulatie van ijzer en aluminiumoxiden. De bodems bevatten ook een hoge concentratie aan kwarts en het kleimineraal kaoliniet. Ook bevat het nog kleine hoeveelheden organische stof en andere kleimineralen. (de klassieke, sterk verweerde, rode of gele bodem van de vochtige tropen. Oxisols komen overeen met Ferralsols in de World Reference Base for Soil Resources.
Het woord Oxisol komt van het woord oxide. Oxisols hebben een grote hoeveelheid oxide verzadigde mineralen in de bodem zoals bauxiet.
De meeste Oxisols zijn te vinden in de tropische gebieden van Zuid-Amerika en Afrika. In Australië zijn de gebieden waar vroeger tropische bossen waren en waar ook oxisols onder lagen bedekt met een laag IJzerzandsteen.
Fossiele Oxisols zijn niet zeldzaam. Sinds de verschijning van zuurstof in de atmosfeer, ongeveer 2200 miljoen jaar geleden, zijn er Oxisols te vinden geweest. De meeste oxisols die tegenwoordig worden gevonden komen uit het Mesozoïcum en komen ook voor in de tegenwoordig koelere gebieden zoals Europa.
De Oxisolen bestaan uit de volgende suborders:
- Aquox - oxisols met water aan de oppervlakte de meeste tijd van het jaar
- Perox - oxisols in voortdurende natte klimaten waar er meer regen valt dan er evapotranspireerd.
- Torrox - oxisols in een droog klimaat. Meestal gevonden in Zuid-Afrika
- Ustox - oxisols in een semidroog of seminatte klimaat
- Udox - oxisols in vochtige klimaten

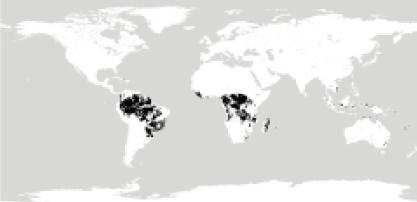
de verspreiding van Oxisol

World Reference Base for Soil Resources: Acrisol · Alisol · Andosol · Anthrosol · Arenosol · Calcisol · Cambisol · Chernozem · Cryosol · Durisol · Ferralsol · Fluvisol · Gleysol · Gypsisol · Histosol · Kastanozem · Leptosol · Lixisol · Luvisol · Nitisol · Phaeozem · Planosol · Plinthosol · Podzol · Regosol · Retisol · Solonchak · Solonetz · Stagnosol · Technosol · Umbrisol · Vertisol

USDA Soil Taxonomy: Alfisol · Andosol · Aridisol · Entisol · Gelisol · Histosol · Inceptisol · Mollisol · Oxisol · Spodosol · Ultisol · Vertisol

Nederlandse bodemclassificatie: Veengronden · Podzolgronden · Brikgronden · Eerdgronden · Vaaggronden